# Complexo 39 de lançamento do Centro Espacial Kennedy

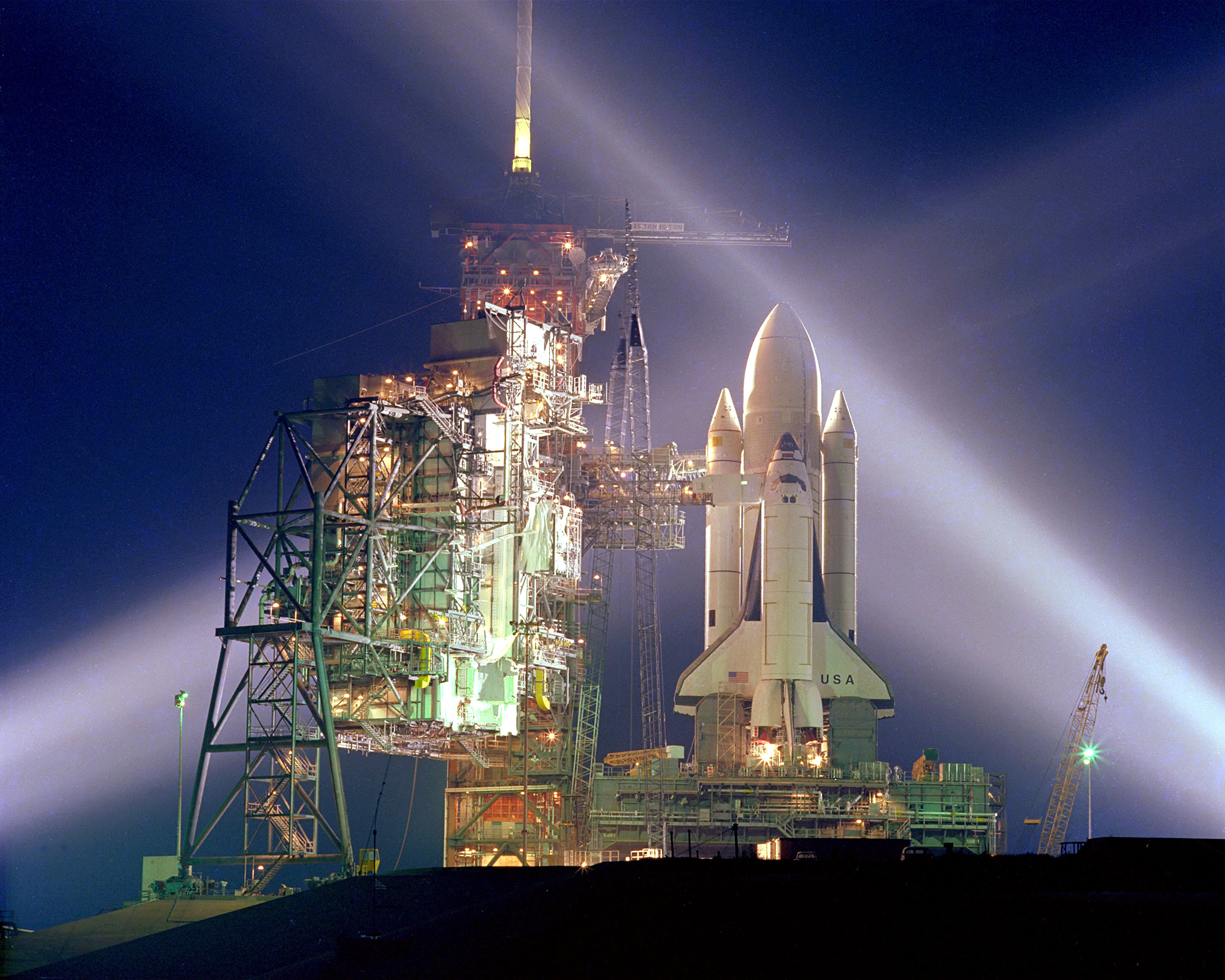
Lançamento do Ônibus espacial Columbia do Complexo de lançamento 39A.

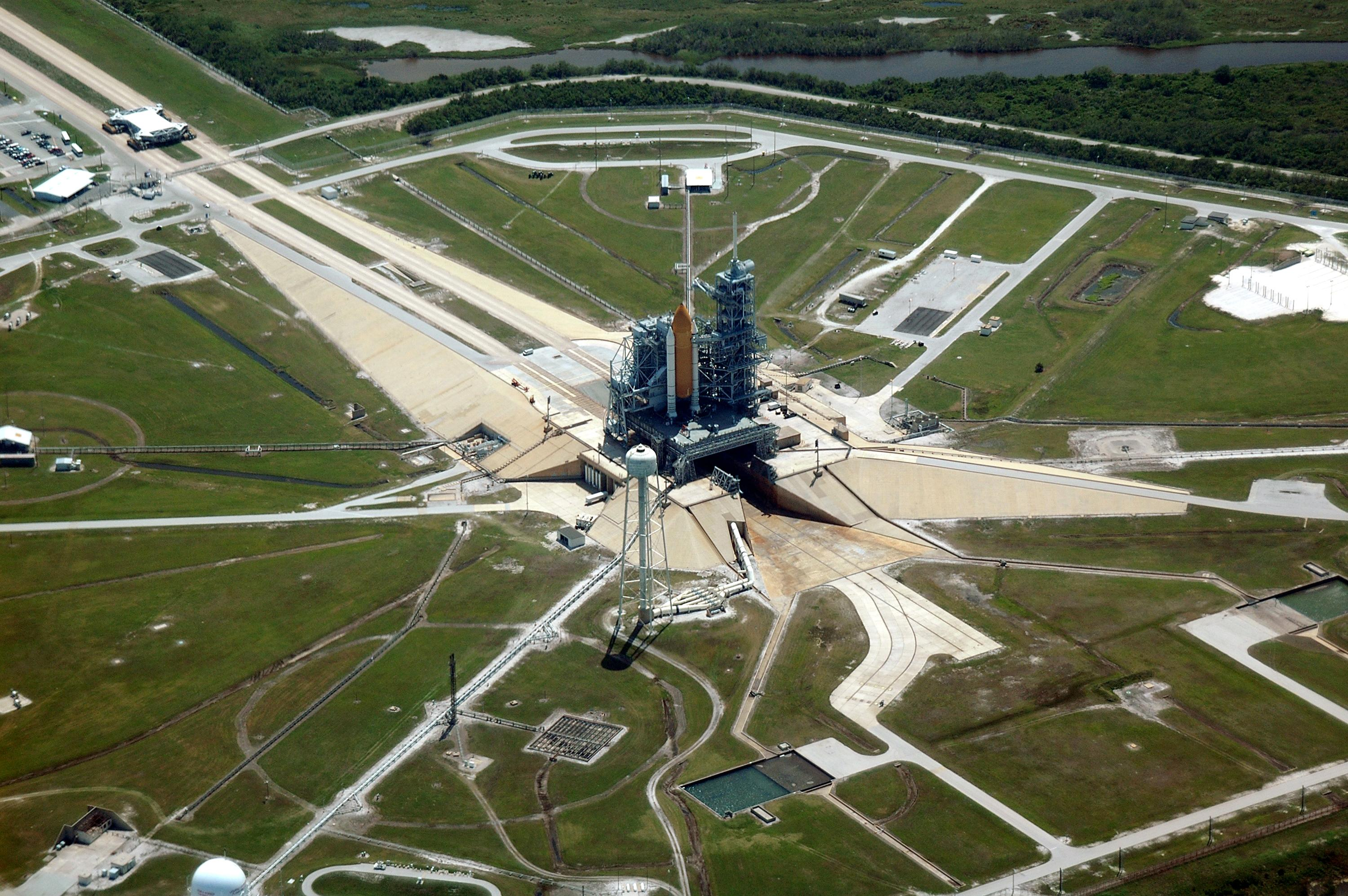
o Discovery prestes a ser lançado do Complexo de lançamento 39A.

O Complexo 39 de Lançamento do Centro Espacial Kennedy é um local de lançamento de foguetes no Centro Espacial John F. Kennedy em Merritt Island na Flórida, Estados Unidos e está sob a administração da NASA.
O local e sua coleção de equipamentos foram construídos originalmente para o Programa Apollo e posteriormente, modificado para suportar operações das missões dos ônibus espaciais. Ele está divido em dois complexos de lançamento: o LC-39A e o LC-39B. O complexo é o único que está sob a administração da NASA dentro da região de Cabo Canaveral; os outros complexos estão localizados dentro da Estação da Força Aérea de Cabo Canaveral.
A NASA modificou o complexo em 2007, para acomodar o Projeto Constellation.A NASA está solicitando propostas para usos comerciais da plataforma de lançamento 39A. Os lançamentos do complexo são supervisionados a partir do Centro de Controle de Lançamento, localizado a 4,8 km a partir das plataformas de lançamento. O complexo é um dos vários locais de lançamento que compartilham o Test Range Oriental.
Os complexo de lançamento 39 é composto por duas bases de lançamento, o Edifício de Montagem de Veículos, a crawlerway (a rota usada pelos transportadores para levar as plataformas os lançadores móveis entre o edifício e as almofadas), as instalações de processamento, o centro de controle de lançamentos (que contém as salas de tiro), a instalação de notícias (famoso para a contagem regressiva do relógio icônico visto na cobertura televisiva e fotos), e vários edifícios de apoio logístico e operacional.